# Les Tourreilles
Les Tourreilles település Franciaországban, Haute-Garonne megyében. Lakosainak száma 380 fő (2022. január 1.). Les Tourreilles Ausson, Cuguron, Franquevielle, Montréjeau és Ponlat-Taillebourg községekkel határos.

## Népesség
A település népességének változása:
| Lakosok száma | 291  | 283  | 305  | 382  | 381  | 385  | 384  | 377  | 377  | 380  |
|               | 1968 | 1982 | 1990 | 2006 | 2013 | 2015 | 2017 | 2019 | 2020 | 2022 |